# 昂比尤堡
昂比尤堡（法語：Ambillou-Château，法語發音：[ɑ̃biju ʃato] ⓘ）是法国曼恩-卢瓦尔省的一个旧市镇，属于索米尔区。2016年1月1日，昂比尤堡和相邻的另外2个市镇合并为新市镇蒂法兰（Tuffalun），昂比尤堡为政府驻地。

## 地理
昂比尤堡（47°15'48"N, 0°20'39"W）面积19.99 平方千米，位于法国卢瓦尔河地区大区曼恩-卢瓦尔省，该省份为法国西部内陆省份，大致对应安茹地区，北起顺时针与马耶讷省、萨尔特省、安德尔-卢瓦尔省、维埃纳省、德塞夫勒省、旺代省、大西洋卢瓦尔省和伊勒-维莱讷省接壤。
与昂比尤堡接壤的市镇（或旧市镇、城区）包括：。

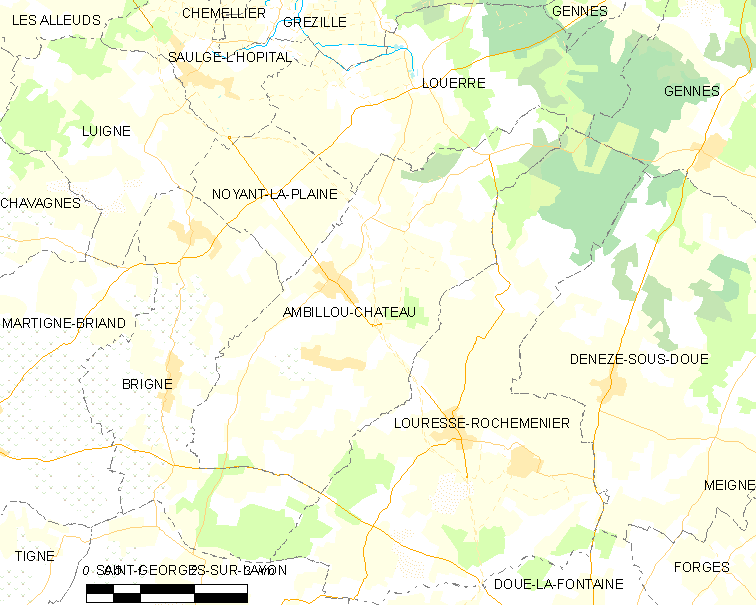
昂比尤堡的OSM定位图

昂比尤堡的时区为UTC+01:00、UTC+02:00（夏令时）。

## 行政
昂比尤堡的邮政编码为49700，INSEE市镇编码为49003。

## 政治
昂比尤堡所属的省级选区为安茹地区杜埃县。

## 人口

1962-2008年间昂比尤堡人口变化图示

昂比尤堡于2018年1月1日时的人口数量为937人。